# Ydin (magazine)
Ydin est un magazine trimestriel publié en Finlande. 

## Historique
Ydin a été créé par Ilkka Taipale en 1966,.
Il a été lancé en tant qu'organe officiel du comité des cents (fi).
Le magazine a son siège à Helsinki et se concentre sur l'actualité politique et sociale,. 
Un premier exemplaire du magazine est paru le jour de l'indépendance en 1966.
Le magazine est publié par le comité des cents (fi) et l'union finlandaise pour la paix (fi). 
Outre la politique de sécurité, il traite de la mondialisation, de la démocratie, des droits de l'homme et de la politique intérieure et internationale. 
Le magazine Ydin est membre de l'association Kultti.

## Rédacteurs en chef
- Ilkka Taipale 1966–1968[6]
- Pekka Peltola 1968–1969[6]
- Seppo Oikkonen ja Esko Pirinen 1969–1970[6]
- Reijo Käkelä 1970–1971[6]
- Jussi Tammisola 1971[6]
- Elina Suominen 1972–1973[6]
- Jyrki Pietilä et Timo Hämäläinen 1973–1974[6]
- Jyrki Pietilä 1975[6]
- Jukka Väyrynen et Hannu Pulkkinen 1975–1976[6]
- Erkki Tuomioja et Johan von Bonsdorff 1977–1979[6]
- Erkki Tuomioja et Jertta Roos 1980–?[6]
- Erkki Tuomioja –1992[7]
- Saska Saarikoski 1992–1995[8]
- Heikki Hiilamo 1995–[9]
- Jertta Roos[5]
- Elina Mikola (vt.)[5]
- Sirpa Puhakka[5] 2004–2007
- Emilia Palonen 2007–2009[10]
- Arja Alho[11] 2009–